# ليوناردو زامورا
ليوناردو زامورا، هو لاعب كرة قدم تشيلي، ولد في 14 ديسمبر 1975 في سان فيليبي في تشيلي. شارك مع منتخب فلسطين لكرة القدم. أما مع النوادي، فقد لعب مع إيفرتون دي فينا ديل مار وريال سالت ليك ونادي أونيفرسيداد دي تشيلي ونادي سموحة.

## وصلات خارجية
- ليوناردو زامورا على موقع قاعدة بيانات كرة القدم.إي يو (الإنجليزية)
- ليوناردو زامورا على موقع ناشيونال فوتبول تيمز (الإنجليزية)
- ليوناردو زامورا على موقع Soccerway.com (الإنجليزية)
- ليوناردو زامورا على موقع عالم كرة القدم.نت (الإنجليزية)